# Правильний 9-симплекс
| Правильний 9-симплекс | Правильний 9-симплекс              |
| --------------------- | ---------------------------------- |
|                       |                                    |
| Тип                   | Правильний дев'ятивимірний політоп |
| Символ Шлефлі         | {3,3,3,3,3,3,3,3}                  |
| 8-вимірних комірок    | 10                                 |
| 7-вимірних комірок    | 45                                 |
| 6-вимірних комірок    | 120                                |
| 5-вимірних комірок    | 210                                |
| 4-вимірних комірок    | 252                                |
| Комірок               | 210                                |
| Граней                | 120                                |
| Ребер                 | 45                                 |
| Вершин                | 10                                 |
| Вершинна фігура       | Правильний 8-симплекс              |
| Двоїстий політоп      | Він же                             |

Правильний 9-симплекс, або декаіоттон, або дека-9-топ — правильний самодвоїстий дев'ятивимірний політоп. Має 10 вершин, 45 ребер, 120 граней, що мають форму правильного трикутника, 210 правильнотетраедричних комірок, 252 пятикомірникових 4-комірки, 210 5-комірок, що мають форму правильного 5-симплекса, 120 6-комірок, що мають форму правильного 6-симплекса, 45 7-комірок, що мають форму правильного 7-симплекса та 10 8-комірок, що мають форму правильного 8-симплекса. Його двогранний кут дорівнює arccos(1/9), тобто приблизно 83,62°.

## Координати
Правильний 9-сипмлекс можна розмістити в декартовій системі координат таким чином (довжина ребра тіла дорівнює 2 і центр збігається з початком координат):
{\displaystyle \left({\sqrt {1/45}},\ 1/6,\ {\sqrt {1/28}},\ {\sqrt {1/21}},\ {\sqrt {1/15}},\ {\sqrt {1/10}},\ {\sqrt {1/6}},\ {\sqrt {1/3}},\ \pm 1\right)}
{\displaystyle \left({\sqrt {1/45}},\ 1/6,\ {\sqrt {1/28}},\ {\sqrt {1/21}},\ {\sqrt {1/15}},\ {\sqrt {1/10}},\ {\sqrt {1/6}},\ -2{\sqrt {1/3}},\ 0\right)}
{\displaystyle \left({\sqrt {1/45}},\ 1/6,\ {\sqrt {1/28}},\ {\sqrt {1/21}},\ {\sqrt {1/15}},\ {\sqrt {1/10}},\ -{\sqrt {3/2}},\ 0,\ 0\right)}
{\displaystyle \left({\sqrt {1/45}},\ 1/6,\ {\sqrt {1/28}},\ {\sqrt {1/21}},\ {\sqrt {1/15}},\ -2{\sqrt {2/5}},\ 0,\ 0,\ 0\right)}
{\displaystyle \left({\sqrt {1/45}},\ 1/6,\ {\sqrt {1/28}},\ {\sqrt {1/21}},\ -{\sqrt {5/3}},\ 0,\ 0,\ 0,\ 0\right)}
{\displaystyle \left({\sqrt {1/45}},\ 1/6,\ {\sqrt {1/28}},\ -{\sqrt {12/7}},\ 0,\ 0,\ 0,\ 0,\ 0\right)}
{\displaystyle \left({\sqrt {1/45}},\ 1/6,\ -{\sqrt {7/4}},\ 0,\ 0,\ 0,\ 0,\ 0,\ 0\right)}
{\displaystyle \left({\sqrt {1/45}},\ -4/3,\ 0,\ 0,\ 0,\ 0,\ 0,\ 0,\ 0\right)}
{\displaystyle \left(-3{\sqrt {1/5}},\ 0,\ 0,\ 0,\ 0,\ 0,\ 0,\ 0,\ 0\right)}